# フェヘール・チャバ
フェヘール・チャバ（Fehér Csaba、1975年9月2日 - ）は、ハンガリー・セクサールド出身の元同国代表サッカー選手。現役時代のポジションはMF。
主に2000年代前半のエールディヴィジで活躍した守備的ミッドフィールダー。2004年に加入したPSVアイントホーフェンではリーグ優勝を経験している。